# Родина Адамсів (фільм, 2019)
«Родина Адамсів» (англ. The Addams Family) — американський 3D анімаційний комедійний фільм жахів режисерів Конрада Вернона та Грегом Тірнана, оснований на однойменному коміксі Чарлза Адамса. Американську версію стрічки озвучували Оскар Айзек, Шарліз Терон, Хлоя Морец, Фінн Волфгард, Нік Кролл, Snoop Dogg, Бетт Мідлер й Еллісон Дженні.
В США кінотеатральний реліз стрічки відбувся 11 жовтня 2019 року й прокатом займався прокатник United Artists Release, однак у решті світу прокатом стрічки займався прокатник Universal Pictures. Фільм отримав неоднозначні відгуки критиків.
Планується, що продовження Родина Адамсів 2 вийде 22 жовтня 2021 року.

## Сюжет
Під час весільної церемонії Гомеса та Мортішу переслідує розгніваний натовп через їхню жахливу природу. Вони вирішують переїхати до Нью-Джерсі. Там Гомес, Мортіша та Воно, безтілесна рука, знаходять свій «ідеальний» будинок в покинутому притулку на пагорбі, сповненому нечистю. Вони зустрічають Ларча, пацієнта психіатричної лікарні, який втік. Його беруть як свого дворецького.
Через тринадцять років родина Адамсів прожила своє похмуре життя усамітнено від навколишнього світу. Гомес готує свого сина Пагзлі до обряду Мазурка, який проходять всі члени родини. Мортіша намагається утримати свою дочку Венсдей від світу поза їхнього маєтку. Після того з'явилася повітряна куля та конфетті, а також туман.
В іншому місці телеведуча реаліті-шоу Марго Нідлер, яка будує досконале планове місто під назвою «Асиміляція», її шоу повинно мати успішне закінчення сезону. Вона виявляє домашнє господарство Адамсів і рішуче хоче позбавитись них, бо сім'я відмовляється змінитися. Венсдей зустрічає непопулярну дочку Марго, Паркер, і переконує Мортішу дозволити ходити в школу. Пагзлі бореться зі складними традиціями та тиском ритуалу, який не може подолати навіть під керівництвом Гомеса та дядька Фестера.
У школі Венсдей захищає Паркер і її друзів-близнючок Лейлу та Кайлу від шкільної хуліганки Бетані та товаришує з ними після того, як вона воскресила мертвих жаб і наказала їм напасти на Бетані. Пізніше вони обговорюють свої розчарування та одяг: Паркер стає готичнішою, а Венсдей одягає барвистіший одяг, що шокує обох матерів. Після суперечки з мамою, Венсдей тікає і залишається з Паркер, про що стає відомо Мартіші від Пагзлі.
Подруги знаходять таємну кімнату під будинком Паркер, де видно, що Марго встановила приховані камери в кожному будинку, який вона спроєктувала в місті, а також поширювала чутки про сім'ю Адамсів у соціальних мережах, стверджуючи, що вони виродки. Марго ловить їх і замикає на горищі, але Венсдей втікає. Використовуючи додаток Insta-Mob, Марго збирає розлючений натовп, щоб напасти на маєток, це збігається з приїздом усіх родичів Адамсів до Мазурки Пагзлі.
Пагзлі провалює проходження ритуалу, але Гомес запевняє його, що все-таки він — Адамс. Натовп сильно пошкоджує маєток. Пагзлі вдало захищає родину, знищивши протестувальників із требушета. Венсдей і Паркер приєднуються та допомагають усім безпечно вилізти з уламків.
Марго намагається знову взяти все під контроль, але її підступність розкривається, мешканці бачать Адамсів не монстрами, а родиною, а Венсдей стверджує, що кожен дивний по-своєму. Агент Марго, Гленн, передає повідомлення в мережі, що шоу скасовано. Мешканці міста розуміють свої помилки.
Після спільної роботи над відновленням маєтку всі починають жити у спокої. Марго реабілітується і стає подругою та бізнес-партнером Фестера, продаючи будинки іншим членам клану Адамсів. Пагзлі проходить Мазурку, в той час двоюрідний брат Ітт робить фотографію сім'ї.

## Оригінальні ролі та український дубляж
Фільм дубльовано студією «Le Doyen» на замовлення компанії «B&H Film Distribution» у 2019 році.
| Актор           | Роль                  | Український дубляж    |
| --------------- | --------------------- | --------------------- |
| Оскар Айзек     | Гомес Аддамс          | Михайло Кукуюк        |
| Шарліз Терон    | Мортіша Аддамс        | Людмила Барбір        |
| Хлоя Морец      | Венсдей Адамс         | Маруся Іонова         |
| Фінн Вулфгард   | Паґслі Аддамс         | Віктор Григор'єв      |
| Нік Кролл       | дядько Фестер         | Микола Данилюк        |
| Бетт Мідлер     | бабуся                | Ганна Левченко        |
| Конрад Вернон   | Ларч                  | Сергій Нікітюк        |
| Snoop Dogg      | кузен Ітт             | —                     |
| Еллісон Дженні  | Марго Нідлер          | Наталія Задніпровська |
| Елсі Фішер      | Паркер Нідлер         | Ірина Кудашова        |
| Тітусс Берджесс | Гленн                 | —                     |
| Пом Клементьєв  | Лейла та Кайла        | —                     |
| Челсі Фрей      | Бетані                | Джеррі Гейл           |
| Дженіфер Льюїс  | двоюрідна бабуся Слум | —                     |
| Мартін Шорт     | дід Фрумп             | —                     |
| Кетрін О'Хара   | бабуся Фрумп          | —                     |
| Майкі Медісон   | Кенді                 | —                     |
| Еймі Гарсія     | Деніз                 | —                     |
| Скотт Андервуд  | Мітч                  | —                     |
| Меггі Вілер     | Труді Пікерінг        | —                     |
| Гарленд Вільямс | Норман Пікерінг       | —                     |

## Виробництво
У 2010 році, придбавши права на комікси «Родина Адамсів», Universal Pictures і Illumination Entertainment почали займатися виробництвом лялькового анімаційного фільму режисера Тіма Бертона та продюсера Кріса Меледандрі. Однак у 2013 році Metro-Goldwyn-Mayer оголосила, що створить анімаційний фільм за мотивами цих же коміксів, а сценарій напише Памела Петтлер. У червні 2019 року було оголошено, що Bron Creative буде співфінансувати фільм з MGM в рамках комплексної угоди.
У жовтні 2017 року було оголошено, що режисером і продюсером став Конрад Вернон. До нього приєдналися Гейл Берман й Алекс Шварц як продюсери, а Метт Ліберман зробить правки сценарію. Фільм буде анімований студіями Cinesite, Табіта Шик наглядатиме за проєктом для MGM. У грудні 2017 року повідомлялося, що Оскар Айзек веде переговори, щодо озвучення ролі Гомеса Адамса. У червні 2018 року участь Айзека була підтверджена, а також до нього приєдналися Шарліз Терон, Еллісон Дженні, Бетт Мідлер, Хлоя Морец, Фінн Вулфгард і Нік Кролл. У липні 2018 року роль отримала Еймі Гарсія, у серпні — Елсі Фішер, у листопаді — Кетрін О'Хара та Мартін Шорт. У серпні 2019 року Snoop Dogg, Тітус Берджесс і Дженіфер Льюїс приєдналися до акторського складу як кузен Ітт, Гленн і двоюрідна тітка Слум відповідно.

## Саундтрек
27 вересня 2019 року Крістіна Агілера випустила пісню «Haunted Heart» із саундтреку стрічки. На додаток до цього Migos, Snoop Dogg і Karol G виконали пісню з фільму під назвою «My Family», яка вийшла у світ за два тижні до цього.

## Реліз
Metro-Goldwyn-Mayer запустила рекламну кампанію в розмірі 150 мільйонів доларів, найбільшої за межами їхньої франшизи про Джеймса Бонда.
Спочатку кінотеатральна прем'єра стрічки мала відбутися 18 жовтня 2019 року, але її перемістили на 11 жовтня 2019 року, щоб уникнути прямої конкуренції зі стрічкою «Чаклунка: Володарка темряви». В США кінотеатральний реліз відбувся 11 жовтня 2019 року й прокатом займався прокатник United Artists Release, однак у решті світу прокатом стрічки займався прокатник Universal Pictures..

## Сприйняття

### Касові збори
У США та Канаді «Родина Адамсів» вийшла разом із «Двійником» і «Джексі». Прогнозувалося, що стрічка збере $ 28 — 30 мільйонів у 4 077 кінотеатрах у перші вихідні. У перший день фільм отримав $ 9,7 мільйона, зокрема $ 1,25 мільйона за попередній перегляд у четвер. Він дебютував з $ 30,3 мільйона, поступившись «Джокеру». У другі вихідні касові збори знизились на 47 % до $ 16 мільйонів, ставши четвертим за касовими зборами.

### Відгуки кінокритиків
На сайті Rotten Tomatoes фільм має рейтинг схвалення 43 %, середня оцінка 5,3 / 10 на основі 86 відгуків. У критичному консенсусі зазначено: «Зіркових голосів акторів „Родини Адамсів“ і привабливої анімації замало, щоб переважити його солоденьку обробку чудового темного початкового матеріалу». На Metacritic фільм має рейтинг 46 зі 100 на основі 22 відгуків критиків, що вказує на «змішані чи середні відгуки». Глядачі, опитані CinemaScore, оцінили стрічку на «B +» за шкалою від A до F, тоді як PostTrak повідомляв, що діти та батьки ставили 4 та 3,5 з 5 зірок відповідно.

## Сиквел
Після успішних вихідних 15 жовтня 2019 року було оголошено про продовження фільму, який планують випустити 22 жовтня 2021 року.